# Podział administracyjny terenów II Rzeczypospolitej podczas II wojny światowej

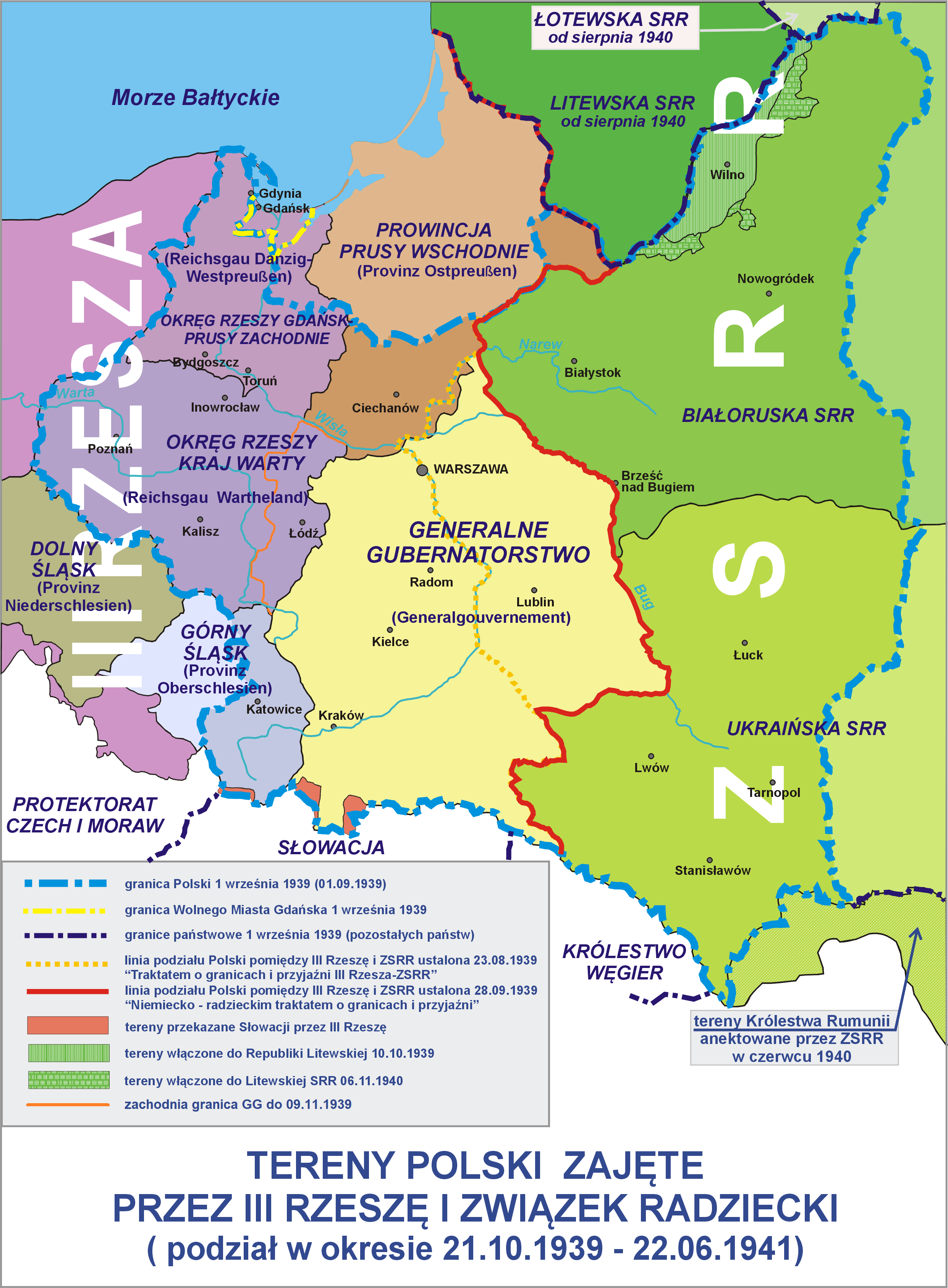

Podział administracyjny terenów II Rzeczypospolitej podczas II wojny światowej – podział administracyjny obowiązujący na ziemiach polskich wcielonych po przegraniu wojny obronnej przez Polskę do III Rzeszy, Słowacji, Związku Radzieckiego i Litwy w okresie od 1939-1944. Na zajętych przez siebie terenach okupanci wprowadzili w 1939 własny podział administracyjny.

## Tereny zajęte w 1939 przez III Rzeszę
Tereny znajdujące się na zachód od granicy niemiecko-radzieckiej ustanowionej układem z 28 września 1939 częściowo wcielono w skład III Rzeszy (dekret Hitlera z 8 października 1939), a częściowo pozostawiono jako tereny pod okupacją, tworząc 12 października 1939 Generalne Gubernatorstwo. Dodatkowo fragment województwa krakowskiego (Spisz i Orawa) został 21 listopada przekazany Słowacji. Zachowano dotychczasowe granice gmin, nazwanych teraz Stadtgemeinden (gminy miejskie) i Landgemeinden (gminy wiejskie) oraz przeważnie zachowano granice powiatów nazwanych Stadtkreise i Landkreise.

### Tereny wcielone do III Rzeszy
Tereny Polski wcielone do III Rzeszy znalazły się w następujących jednostkach administracyjnych:
- Prowincja Prusy Wschodnie (Provinz Ostpreußen)
  - rejencja olsztyńska (Regierungsbezirk Allenstein)
    - – część powiatu działdowskiego (bez Lidzbarka) z województwa warszawskiego

  - rejencja gąbińska (Regierungsbezirk Gumbinnen)
    - – powiat suwalski i fragment augustowskiego z województwa białostockiego

  - rejencja ciechanowska (Regierungsbezirk Zichenau)
    - – w całości utworzony z powiatów wchodzących w skład województwa warszawskiego (w całości): mławskiego, przasnyskiego, ciechanowskiego, sierpeckiego, płockiego, płońskiego i makowskiego, oraz w części: ostrołęckiego (główna część), ostrowskiego (skrawek), pułtuskiego (główna część), warszawskiego (niewielka część) i sochaczewskiego (połowa).
- Okręg Rzeszy Gdańsk-Prusy Zachodnie (Reichsgau Danzig-Westpreußen)
– utworzony z terytorium Wolnego Miasta Gdańska, Rejencji Zachodniopruskiej Prus Wschodnich oraz terenów niemal całego województwa pomorskiego.
  - rejencja bydgoska (Regierungsbezirk Bromberg)
    - – powiaty: miejski Toruń, toruński, miejski Bydgoszcz, bydgoski, wyrzyski, chełmiński, świecki, sępoleński i tucholski

  - rejencja gdańska (Regierungsbezirk Danzig)
    - – powiaty: miejski Gdynia, morski, kartuski, kościerski, tczewski, starogardzki i chojnicki

  - rejencja kwidzyńska (Regierungsbezirk Marienwerder)
    - – powiaty: lipnowski, rypiński, brodnicki, wąbrzeski, miejski Grudziądz, grudziądzki i lubawski oraz część powiatu działdowskiego (Lidzbark) z województwa warszawskiego
- Okręg Rzeszy Kraj Warty (Reichsgau Wartheland)
– w całości utworzony z ziem polskich: całego województwa poznańskiego oraz części pomorskiego, warszawskiego i łódzkiego
  - rejencja poznańska (Regierungsbezirk Posen)
    - – powiaty: miejski Poznań, chodzieski, czarnkowski, gostyński, jarociński, kościański, krotoszyński, leszczyński, międzychodzki, nowotomyski, obornicki, poznański, rawicki, szamotulski, średzki, śremski, wolsztyński i wrzesiński

  - rejencja inowrocławska (Regierungsbezirk Hohensalza)
    - – powiaty: miejski Gniezno, miejski Inowrocław, miejski Włocławek, nieszawski (przekształcony w ciechocinecki), gostyniński, gnieźnieński, inowrocławski, kolski, koniński, kutnowski (bez małego skrawka), mogileński, szubiński, wągrowiecki, włocławski, żniński

  - rejencja łódzka (Regierungsbezirk Litzmannstadt)
    - – powiaty: miejski Kalisz, miejski Łódź, kaliski, kępiński, łaski, łęczycki (bez wąskiego pasma na wschodzie), łódzki (bez gminy Czarnocin), ostrowski, sieradzki, turecki i wieluński; ponadto połowa powiatów brzezińskiego i piotrkowskiego oraz północno-zachodnia część powiatu radomszczańskiego
- Prowincja Śląsk (Provinz Schlesien), a po podziale w 1941: Prowincja Górny Śląsk (Provinz Oberschlesien)
  - rejencja katowicka (Regierungsbezirk Kattowitz)
– całe województwo śląskie bez powiatu lublinieckiego (a więc powiaty: miejskie Bielsko, Chorzów i Katowice, oraz ziemskie: bielski, cieszyński, frysztacki, katowicki, pszczyński, rybnicki i tarnogórski); ponadto z województwa kieleckiego: powiat miejski Sosnowiec, powiat będziński i mniejsza część olkuskiego; a także z województwa krakowskiego powiaty: bialski, żywiecki oraz części powiatów chrzanowskiego (większa) i wadowickiego (mniejsza)
  - rejencja opolska (Regierungsbezirk Oppeln)
– z województwa śląskiego: powiat lubliniecki; oraz z województwa kieleckiego: zachodnia połowa powiatu częstochowskiego (przekształcona w powiat blachowieński) i większa powiatu zawierciańskiego

### Generalne Gubernatorstwo
Generalne Gubernatorstwo (Generalgouvernement), które formalnie nie zostało wcielone do III Rzeszy, podzielono na 4 dystrykty:
- dystrykt krakowski (Distrikt Krakau) – prawie całe województwo krakowskie bez terenów przekazanych Słowacji i Górnemu Śląskowi, zachodnia część województwa lwowskiego (na zachód od Sanu), południowa część województwa kieleckiego (powiat miechowski, południowa część powiatu pińczowskiego i północno-wschodnia część powiatu olkuskiego)
- dystrykt lubelski (Distrikt Lublin) – prawie całe województwo lubelskie bez powiatu siedleckiego i fragmentów powiatów garwolińskiego i łukowskiego oraz fragmenty powiatów sokalskiego, rawskiego, tarnobrzeskiego, niżańskiego, lubaczowskiego, jarosławskiego i łańcuckiego z województwa lwowskiego
- dystrykt radomski (Distrikt Radom) – pozostała część województwa kieleckiego oraz wschodnia część województwa łódzkiego
- dystrykt warszawski (Distrikt Warschau) – pozostała część województwa warszawskiego, powiaty skierniewicki i łowicki z województwa łódzkiego oraz powiat siedlecki i fragmenty powiatów bialskiego i łukowskiego z województwa lubelskiego

## Tereny zajęte w 1939 przez Związek Radziecki
Tereny zajęte przez Armię Czerwoną szybko zostały formalnie włączone w skład Związku Radzieckiego. 1 listopada 1939 część ziem polskich włączono jako Zachodnia Ukraina w skład Ukraińskiej Socjalistycznej Republiki Radzieckiej, a część, jako Zachodnia Białoruś, 2 listopada w skład Białoruskiej Socjalistycznej Republiki Radzieckiej. Nieco wcześniej, 10 października 1939, władze radzieckie przekazały Litwie fragment terytorium województw wileńskiego, nowogródzkiego i białostockiego z miastem Wilno (po zajęciu przez ZSRR Litwy i utworzeniu 21 czerwca 1940 Litewskiej Socjalistycznej Republiki Radzieckiej tereny te pozostały przy tej republice, dodatkowo przekazano jej kolejne niewielkie fragmenty dawnych województw wileńskiego i białostockiego – rejony Hoduciszek, Święcian i Porzecza).
Do 4 grudnia 1939 roku tereny Zachodniej Ukrainy i Zachodniej Białorusi zostały podzielone na obwody:
- Białoruska Socjalistyczna Republika Radziecka
  - obwód białostocki (Белостокская область) – prawie całe województwo białostockie i fragment warszawskiego
  - obwód nowogródzki, później jako obwód baranowicki (Новогрудская область, Барановичская область) – prawie całe województwo nowogródzkie
  - obwód wilejski (Вилейская область) – pozostała przy Białorusi część województwa wileńskiego
  - obwód piński (Пинская область) – wschodnia część województwa poleskiego, bez powiatu kamieńskiego i fragmentu powiatu pińskiego
  - obwód brzeski (Брестская область) – zachodnia część województwa poleskiego
- Ukraińska Socjalistyczna Republika Radziecka
  - obwód drohobycki (Дрогобычская область) – ze wschodniej części województwa lwowskiego
  - obwód lwowski (Львовская область) – ze wschodniej części województwa lwowskiego oraz fragmentów województw tarnopolskiego i stanisławowskiego
  - obwód rówieński (Ровенская область) – ze wschodniej części województwa wołyńskiego oraz fragmentów poleskiego
  - obwód wołyński (Волынская область) – z zachodniej części województwa wołyńskiego oraz fragmentów poleskiego
  - obwód tarnopolski (Тернопольская область) – ze wschodniej części województwa tarnopolskiego oraz fragmentów wołyńskiego
  - obwód stanisławowski (Станиславовская область) – większa część województwa stanisławowskiego

## Tereny zajęte w 1941 przez III Rzeszę

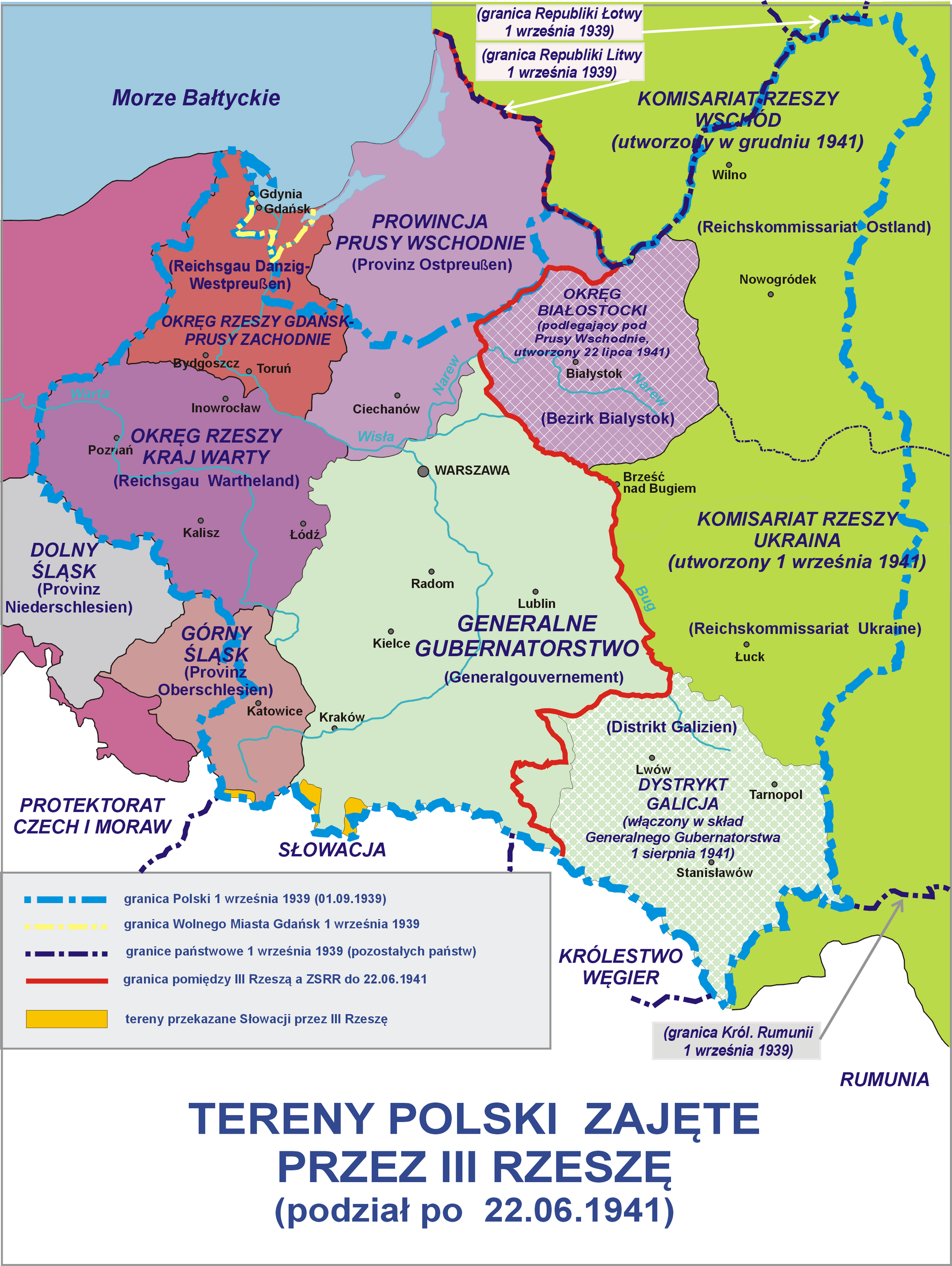

Po zaatakowaniu Związku Radzieckiego w 1941 (Plan Barbarossa), pod okupacją niemiecką znalazły się wszystkie ziemie przedwojennej Polski. Tereny Polski, zaanektowane wcześniej przez ZSRR, Niemcy włączyli w następujące jednostki administracyjne:
- Okręg białostocki (Bezirk Bialystok), który został włączony w skład III Rzeszy jako okręg podlegający pod Prusy Wschodnie – cały obszar województwa białostockiego włączony w 1939 do Białoruskiej ZSRR i Litwy, fragment województwa warszawskiego włączony w 1939 do Białoruskiej ZSRR oraz fragment powiatu brzeskiego z województwa poleskiego
- Komisariat Rzeszy Wschód (Reichskommissariat Ostland)
  - Komisariat Generalny Litwy (Generalbezirk Litauen) – fragmenty województw wileńskiego i nowogródzkiego włączone w 1939 do Litwy
  - Komisariat Generalny Białorusi (Generalbezirk Weißruthenien) – obszar województw wileńskiego i nowogródzkiego włączony w 1939 do Białoruskiej SRR
- Komisariat Rzeszy Ukraina (Reichskommissariat Ukraine)
  - Komisariat Generalny Wołyńsko-Podolski (Generalbezirk Wolhynien-Podolien) – obszar województw wołyńskiego i poleskiego (bez fragmentu powiatu brzeskiego) włączony w 1939 do Ukraińskiej SRR i Białoruskiej SRR
- Dystrykt Galicja (Distrikt Galizien) włączony w skład Generalnego Gubernatorstwa – obejmował całe dawne województwa tarnopolskie i stanisławowskie oraz wschodnią część województwa lwowskiego, włączone w 1939 do Ukraińskiej SRR; część dystryktu Galicja włączono do dystryktu Kraków – gminy położone na wschód od Sanu a należące do dawnych polskich powiatów: dobromilskiego (13 gmin), jarosławskiego (5 gmin), leskiego (8 gmin), przemyskiego (9 gmin) i sanockiego (1 gmina). Odwrotnie, dwie gminy należące od 1939 do dystryktu Kraków (Tarnawa Niżna i Sianki) przyłączono do dystryktu Galicja. Połączono także miasta Deutsch-Przemysl i Przemyśl, dotychczas rozdzielone granicą[2][3][4].

Przemyśl stał się siedzibą nowo utworzonego powiatu przemyskiego, obejmującego miasto Przemyśl i ww. 21 gmin z dawnych powiatów dobromilskiego i przemyskiego, a także 4 gminy z powiatu Jaroslau w dystrykcie Kraków (Dubiecko, Krzywcza, Kuńkowce i Orzechowce), należące przed wojną do powiatu przemyskiego.
W dystrykcie krakowskim utworzono także powiat krośnieński z 10 gmin powiatu jasielskiego i 11 gmin powiatu sanockiego.

## Tereny zajęte w 1944 przez Związek Radziecki
Po zajęciu w 1944 roku przez Armię Czerwoną wschodnich terytoriów przedwojennej Polski, władze radzieckie przywróciły podział administracyjny z początku 1941, jako zachodnią granicę ZSRR przyjmując granicę radziecko-niemiecką z 1939. Granice republik związkowych nie uległy zmianom. Również bez zmian przywrócono podział Ukrainy na obwody. Zmiany wprowadzono natomiast w podziale na obwody Białorusi: z części obwodów białostockiego i nowogrodzkiego utworzono obwód grodzieński; z większej części obwodu wilejskiego utworzono obwód mołodeczański; z obwodu witebskiego i fragmentu obwodu wilejskiego utworzono obwód połocki.
Po ustaleniu granicy polsko-radzieckiej Polsce zwrócono zachodnią część obwodu białostockiego (17 rejonów; pozostałą przy Białorusi część włączono do obwodu grodzieńskiego), niewielki fragment obwodu brzeskiego (3 rejony) oraz fragment obwodu lwowskiego.